# Meron Mendel

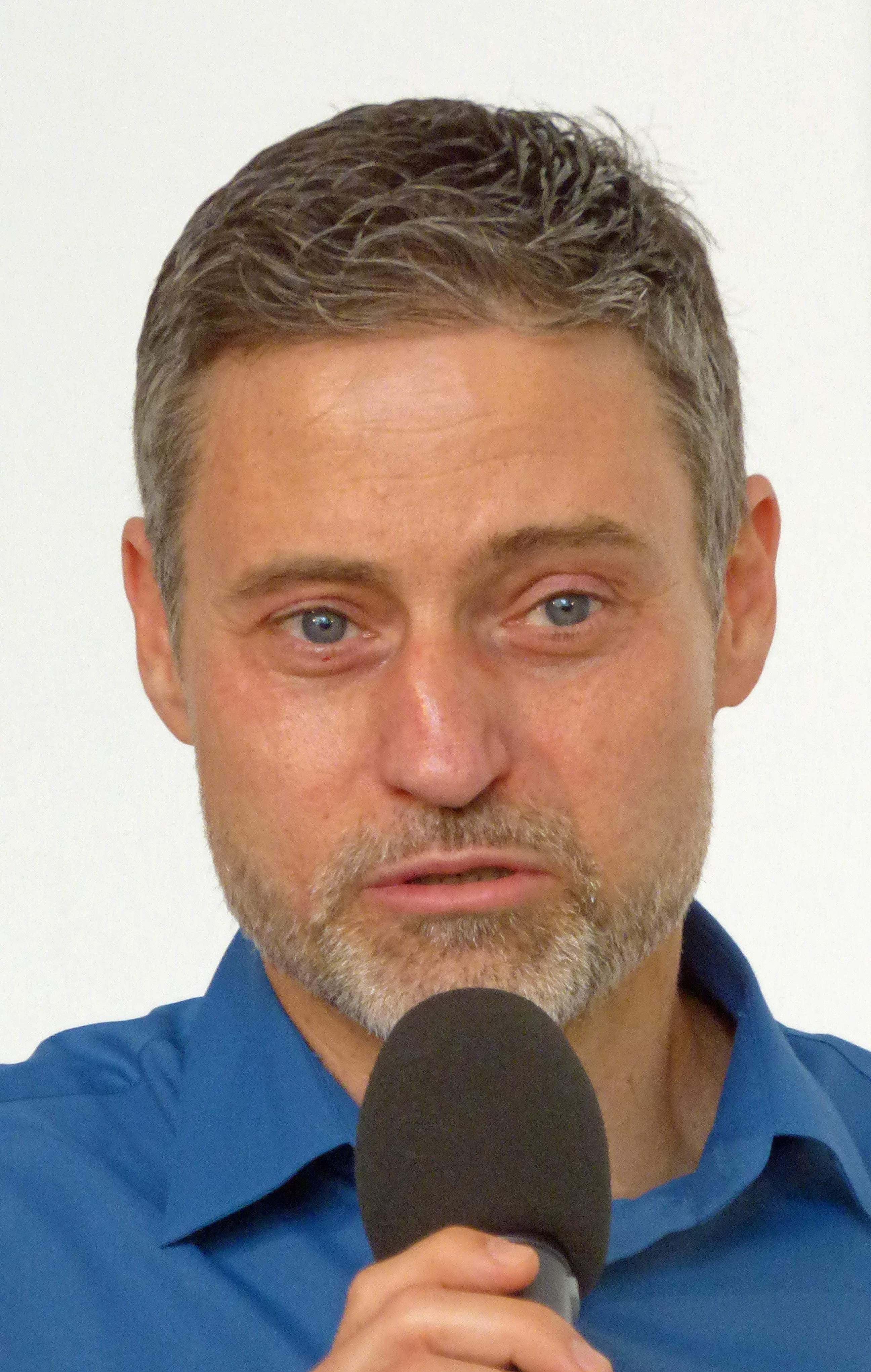
Meron Mendel (2024)

Meron Mendel (geboren 1976 in Ramat Gan im Bezirk Tel Aviv) ist ein israelisch-deutscher Pädagoge, Publizist, Professor und Direktor der Bildungsstätte Anne Frank.

## Leben und Wirken
Nach seiner Jugend im Kibbuz Maschʾabbe Sade und dem Wehrdienst in den Israelischen Verteidigungsstreitkräften studierte Mendel an der Universität Haifa. Er schloss im Jahr 2000 mit einem Bachelor in Geschichte und Erziehungswissenschaften und 2002 mit einem Master in Jüdischer Geschichte ab.
Mendel engagierte sich in zahlreichen Friedensprojekten und ist bis heute im Freundeskreis von Givat Haviva aktiv. Im Jahr 2001 setzte er sein Studium in Deutschland an der LMU München fort und wurde 2010 in Frankfurt am Main mit einer erziehungswissenschaftlichen Arbeit zu jüdischen Jugendlichen in Deutschland bei Micha Brumlik promoviert. Er arbeitete am erziehungswissenschaftlichen Institut der Universität Frankfurt und beim Jüdischen Museum.
Seit 2010 ist Mendel Direktor der Bildungsstätte Anne Frank. Das Angebot der Einrichtung erweiterte er in dieser Zeit mit einem multimedialen Lernlabor für Jugendliche, zwei Beratungsstellen für die Betroffenen von Diskriminierung sowie bundesweit beachteten Ausstellungen (u. a. Holocaust im Comic) und Konferenzen. Unter seiner Leitung wurde aus der „lokalen Einrichtung eine überregional und sogar international agierende Institution“. Er ist Begründer des Frankfurter Anne-Frank-Tags.
Seit August 2021 hat Mendel eine kooperative W2-Professur (50 %) für transnationale Soziale Arbeit an der Frankfurt University of Applied Sciences.
Buchveröffentlichungen von Mendel befassen sich unter anderem mit Migrationsgesellschaft, Integration, Erinnerungskultur und Antisemitismus sowie Identitätspolitik und politische Bildung.
Er schreibt außerdem für den Spiegel, die Süddeutsche Zeitung und die Die Zeit. 2020 und 2021 hatte er eine regelmäßige Kolumne in der taz.
Er ist mit der Politologin Saba-Nur Cheema verheiratet. Das Paar publiziert gemeinsam und schreibt die Kolumne Muslimisch-jüdisches Abendbrot im Feuilleton der Frankfurter Allgemeinen Zeitung. Eine Sammlung der Kolumnen wurde 2024 bei Kiepenheuer & Witsch als Buch veröffentlicht.

## Positionen
Mendel positioniert sich immer wieder streitbar in der Öffentlichkeit; unter anderem war er an Protestaktionen gegen die Präsenz rechtsgerichteter und rechtsextremer Verlage bei der Frankfurter Buchmesse 2017 beteiligt. Aufsehen erregte auch seine öffentliche Auseinandersetzung mit Erika Steinbach, die 2021 vor dem Oberlandesgericht Frankfurt mit einem Vergleich endete. Mendel ist scharfer Kritiker der von Steinbach geleiteten Desiderius-Erasmus-Stiftung.
Im Jahr 2023 positionierte er sich gegen den Versuch von Frankfurt und Hessen, ein Konzert von Roger Waters in der Frankfurter Festhalle verbieten zu lassen, da eine „Absage des Konzerts [...] keinen Beitrag zum Kampf gegen Antisemitismus leisten“ würde, wie Meron Mendel sagte.
In der Kontroverse um Antisemitismus-Vorwürfe bei der Kunstschau documenta fifteen 2022 wurde Mendel zur Klärung und Aufarbeitung als externer Experte hinzugezogen. Er legte das Mandat jedoch etwa zwei Wochen später nieder, weil seiner Meinung nach weder die Direktion der Documenta noch die künstlerische Leitung zu Dialog und Aufarbeitung bereit seien. Gemeinsam mit dem Soziologen Heinz Bude gab Meron Mendel 2025 einen wissenschaftlichen Sammelband über die documenta fifteen heraus.
Nach Absetzung von Wajdi Mouawads Stück Vögel am Metropoltheater München im Jahr 2022 infolge von Antisemitismus-Vorwürfen nannte Mendel diese in einem Interview grundfalsch und warf den Kritikern ein bedenkliches Kunstverständnis vor. Er verwies darauf, dass die französische Uraufführung bei einem Gastspiel in Tel Aviv überwiegend positiv aufgenommen worden war. Die Geschichte von der Liebe eines jüdischen Mannes und einer Muslima könne bei manchen Menschen Irritationen hervorrufen. Doch darin liege auch „eine Chance, voneinander zu lernen und den anderen zumindest besser zu verstehen, … Gerade durch die Irritation profitiert man von einer Begegnung.“ Auch davon handle das Stück. Darüber hinaus fand Mendel, dass Netanjahu einen obszönen Holocaust-Vergleich anstelle, wenn dieser Ehen zwischen jüdischen und nicht-jüdischen Menschen als „stillen Holocaust“ bezeichne.

## Rezeption
Im März 2023 erschien beim Verlag Kiepenheuer & Witsch Mendels Buch Über Israel reden. Eine deutsche Debatte. Das Buch kam in der Sachbuch-Bestenliste von Deutschlandfunk Kultur, dem ZDF und Die Zeit für April 2023 auf Anhieb auf Platz 1 und wurde für den Deutschen Sachbuchpreis 2023 nominiert. In der Süddeutschen Zeitung schrieb Ronen Steinke, es sei „ein großes, in großer geistiger Unabhängigkeit geschriebenes Essay eines Autors, der an billigem Applaus und muffigem Zugehörigkeitsgefühl offenbar so fantastisch desinteressiert ist, wie es auf diesem Gebiet leider sehr, sehr selten geworden ist“.

## Schriften
- mit Heinz Bude (Hrsg.): Kunst im Streit. Antisemitismus und postkoloniale Debatte auf der documenta fifteen. Campus Verlag, Frankfurt am Main 2025, ISBN 978-3-593-51973-9
- mit Saba-Nur Cheema: Muslimisch-jüdisches Abendbrot. Das Miteinander in Zeiten der Polarisierung. Kiepenheuer & Witsch, Köln 2024, ISBN 978-3-462-00742-8
- als Hrsg.: Singularität im Plural. Kolonialismus, Holocaust und der zweite Historikerstreit, Beltz Juventa, Weinheim 2023, ISBN 978-3-7799-7329-4.
- Über Israel reden: Eine deutsche Debatte. Kiepenheuer & Witsch, Köln 2023, ISBN 978-3-462-00351-2
- mit Heide von Felden, Dieter Nittel (Hrsg.): Handbuch Erziehungswissenschaftliche Biographieforschung und Biographiearbeit. Beltz Juventa, Weinheim 2023, ISBN 978-3-7799-5407-1.
- mit Saba-Nur Cheema, Sina Arnold (Hrsg.): Frenemies. Antisemitismus, Rassismus und ihre Kritiker*innen. Verbrecher Verlag, Berlin 2022, ISBN 978-3-95732-538-9.
- mit Eva Berendsen, Saba-Nur Cheema (Hrsg.): Trigger-Warnung: Identitätspolitik zwischen Abwehr, Abschottung und Allianzen. Verbrecher Verlag, Berlin 2019, ISBN 978-3-95732-380-4.
- mit Astrid Messerschmidt (Hrsg.): Fragiler Konsens. Antisemitismuskritische Bildung in der Migrationsgesellschaft. Campus Verlag, Frankfurt am Main 2017, ISBN 978-3-593-50781-1.
- mit Katharina Kunter, Oliver Fassing (Hrsg.): 100 Jahre Leugnung. Der Völkermord an den ArmenierInnen – Beitrag zu einer multiperspektivischen Erinnerungskultur in Deutschland. Aschendorff Verlag, 2017, ISBN 978-3-402-13188-6.
- mit Friedman-Sokuler (Hrsg.): Menschenrechte in Erziehung. Ansätze und Arbeitsinstrumente. Bildungsstätte Anne Frank, 2016.
- mit Susanne Heyn (Hrsg.): Deutscher Kolonialismus – Ein vergessenes Erbe? Postkolonialität in der rassismuskritischen Bildungsarbeit. Bildungsstätte Anne Frank, 2015.
- Zur Identität jüdischer Jugendlicher in der gegenwärtigen Bundesrepublik Deutschland. Dissertation, Johann Wolfgang Goethe-Universität Frankfurt a. M., BoD, Norderstedt 2010, ISBN 978-3-9813388-1-2.

## Auszeichnungen
Im Oktober 2024 wurde Meron Mendel gemeinsam mit seiner Ehefrau Saba-Nur Cheema das Bundesverdienstkreuz am Bande verliehen.
2025 erhielt das Ehepaar die Buber-Rosenzweig-Medaille. Am 11. Mai 2025 erhielt er zusammen mit seiner Ehefrau den Hermann-Sinsheimer-Preis. 